# みなみのさんかく座
みなみのさんかく座（みなみのさんかくざ、Triangulum Australe）は現代の88星座の1つ。16世紀末に考案された新しい星座である。北天のさんかく座と同じく、特定の事物をモチーフとした星座ではない。さんかく座よりもわずかに小さい。

## 主な天体

### 恒星
三角を構成するα、β、γの3星は、さんかく座のそれらよりも明るい。
- α星：見かけの明るさ1.88等の2等星で[4]、みなみのさんかく座で最も明るく見える恒星。固有名のアトリア (Atria[4][5]) は、Alpha Triangulum Australe の頭文字から名付けられた[6]。日本国内から見ることはできない。
- β星：見かけの明るさ2.85等の3等星[7]。
- γ星：見かけの明るさ2.89等の3等星[8]。

### 星団・星雲・銀河

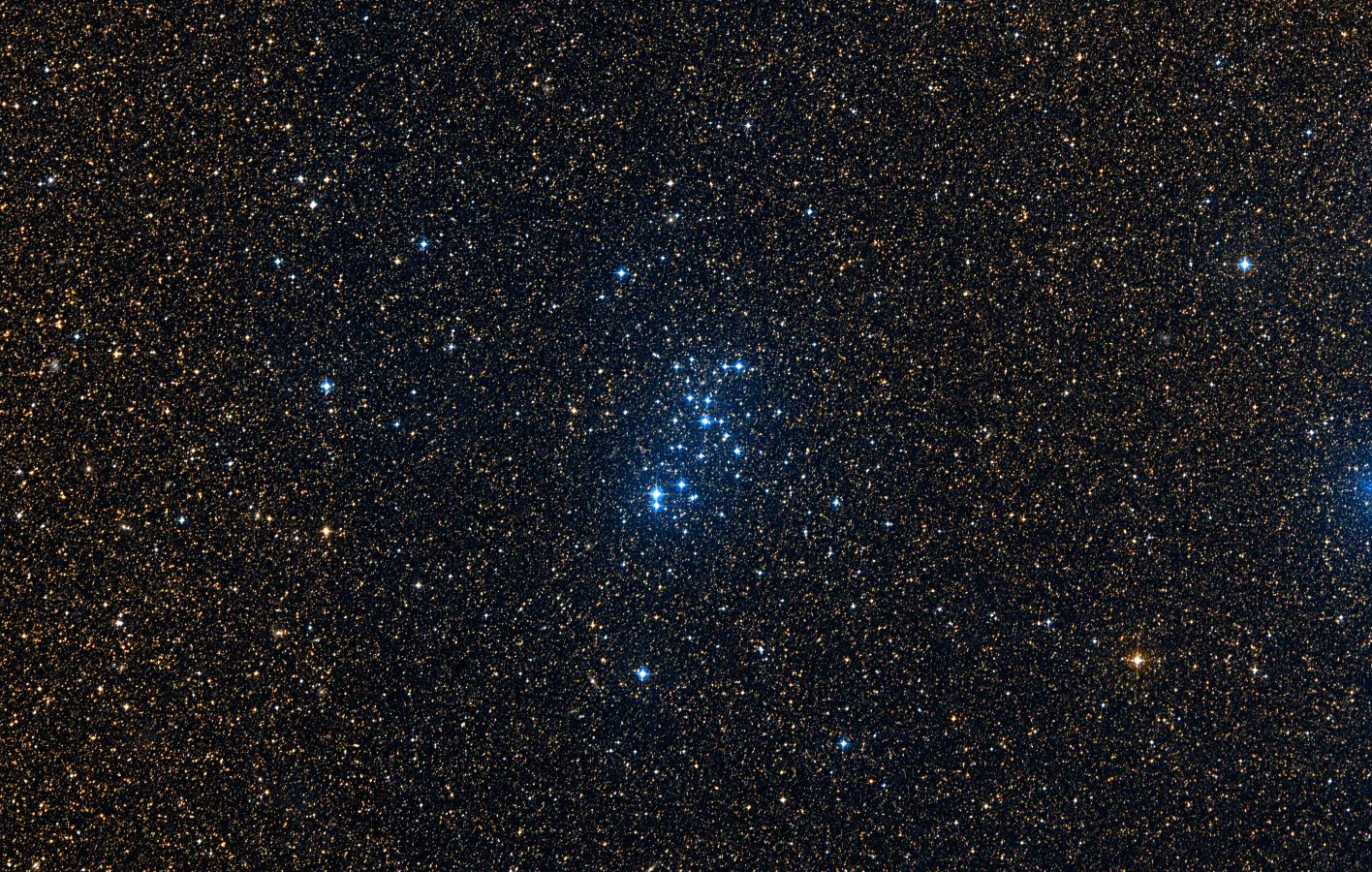
散開星団NGC 6025

- NGC 6025：太陽系から約2,500 光年の距離にある散開星団[9]。1751年から1752年にかけて南アフリカで観測していたニコラ＝ルイ・ド・ラカイユによって発見された[10]。双眼鏡で観測すると30個ほどの7等星を見ることができる[10]。パトリック・ムーア（英語版）がアマチュア天文家の観測対象に相応しい星団・星雲・銀河を選んだコールドウェルカタログで、95番に選ばれている[11]。

## 由来と歴史
みなみのさんかく座は、1603年にヨハン・バイエルが出版した星図『ウラノメトリア』で世に知られるようになったためバイエルが新たに設定した星座と誤解されることがあるが、実際は1598年にフランドル生まれのオランダの天文学者ペトルス・プランシウスが、オランダの航海士ペーテル・ケイセルとフレデリック・デ・ハウトマンが1595年から1597年にかけての東インド航海で残した観測記録を元に、オランダの天文学者ヨドクス・ホンディウスと協力して製作した天球儀に三角形の星座を描いたことに始まる。そのため近年はケイセルとデ・ハウトマンが考案した星座とされている。なお、これ以前の1589年にプランシウスが作成した地球儀には、アルゴ座の南側に三角形が描かれているが、これはみなみのさんかく座とは関係のないものとされる。

1598年のプランシウスとホンディウスの天球儀には星座名が記されておらず、初めて星座名が記載されたのは1600年にホンディウスが製作した天球儀であった。ホンディウスはラテン語で Triangulum Aust. という星座名を記した。また、オランダの天文学者ウィレム・ブラウは、1602年と1603年に製作した天球儀に Triangulum Austrinum と星座名を記した。しかしながら、これらは出版物ではなく天球儀であったため広まることはなかった。バイエルは、プランシウスやホンディウスの天球儀から星の位置をそっくり写し取って1603年に星図・星表『ウラノメトリア』を出版した。この中でバイエルが記載した呼称 Triangulum Australeは、18世紀フランスの天文学者ニコラ＝ルイ・ド・ラカイユの天文書『Coelum australe stelliferum』（1763年）やイギリスの天文学者フランシス・ベイリーの『The Catalogue of Stars of the British Association for the Advancement of Science』（1845年）、アメリカの天文学者ベンジャミン・グールドの『Uranometria Argentina』（1879年）でも採用され、一般に使われるようになった。
バイエル『ウラノメトリア』の Triangulum Australe とブラウの天球儀の Triangulum Austrinum の比較。
- 『ウラノメトリア』に描かれたTriangulum Australe。
- ウィレム・ブラウ作の天球儀（1603年）に描かれたTriangulum Austrinum。

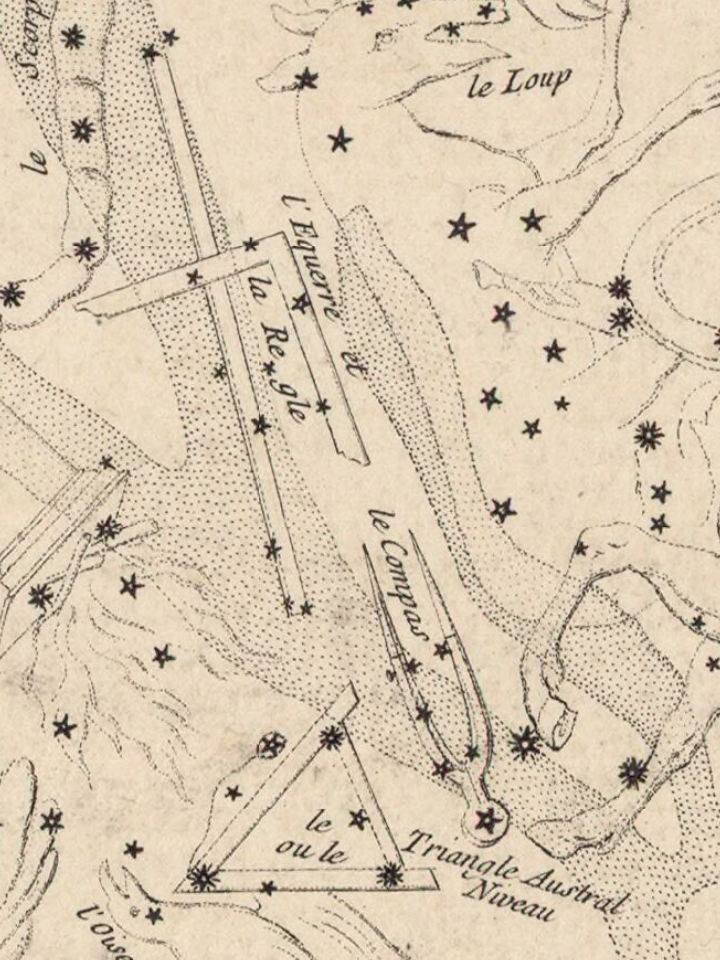
ニコラ＝ルイ・ド・ラカイユの星図（1756年）に描かれた、l'Equerre et la Regle（じょうぎ座）、le Compas（コンパス座）、le Triangulum Australe ou le Niveau（みなみのさんかく座）。

ラカイユは、1756年に刊行された1752年版のフランス科学アカデミーの紀要『Histoire de l'Académie royale des sciences』に掲載された星図に、フランス語で le Triangle Austral ou le Niveau すなわち「南の三角または水準器」と記した。これは、みなみのさんかく座を水準器に見立てることで、自らが考案した l'Equerre et la Regle（じょうぎ座）、le Compas（コンパス座）と並べて、測量・製図用具の1グループを作ろうとしたものと考えられている。
1922年5月にローマで開催されたIAUの設立総会で現行の88星座が定められた際にそのうちの1つとして選定され、星座名は Trianglum Australe、略称は TrA と正式に定められた。新しい星座のため星座にまつわる神話や伝承はない。

### 中国
現在のみなみのさんかく座の領域は、中国の歴代王朝の版図からはほとんど見ることができなかったため、三垣や二十八宿には含まれなかった。この領域の星々が初めて記されたのは明代末期の1631年から1635年にかけてイエズス会士アダム・シャールや徐光啓らにより編纂された天文書『崇禎暦書』であった。この頃、明の首都北京の天文台にはバイエルの『ウラノメトリア』が2冊あり、南天の新たな星官は『ウラノメトリア』に描かれた新星座をほとんどそのまま取り入れたものとなっている。これらの星座はそのまま清代の1752年に編纂された天文書『欽定儀象考成』に取り入れられており、みなみのさんかく座の星はそのまま「三角形」という星官に配された。

## 呼称と方言
日本では明治末期には「南三角」という訳語が充てられていた。これは、1910年（明治43年）2月に刊行された日本天文学会の会誌『天文月報』の第2巻11号に掲載された、星座の訳名が改訂されたことを伝える「星座名」という記事で確認できる。この訳名は、1925年（大正14年）に初版が刊行された『理科年表』にも「南三角（みなみのさんかく）」として引き継がれ、1944年（昭和19年）に天文学用語が見直された際もこの呼称が継続して採用された。戦後の1952年（昭和27年）7月に日本天文学会が「星座名はひらがなまたはカタカナで表記する」とした際に、Trianglum Australe の日本語の学名は「みなみのさんかく」と改められた。この改定以降は「みなみのさんかく」が星座名として継続して用いられている。
これに対して、天文同好会の山本一清らは1928年（昭和3年）4月に刊行した『天文年鑑』第1号で星座名 Trianglum Australe に対して「南三角（みなみさんかく）」と「の」を入れない訳語を充てた。山本は、私設天文台の「田上天文台」名義で刊行した『天文年表』の中でも「みなみさんかく」の訳名を用い続けた。
現代の中国では、南三角座と呼ばれている。